# Peter Kosgei
Peter Kosgei (né le 3 février 1983) est un athlète kényan, spécialiste des courses de fond.

## Biographie
Le 30 janvier 2011, il remporte le semi-marathon de Barcelone dans le temps de 1 h 2 min 19 s

## Palmarès
| Année | Compétition                | Lieu      | Résultat | Épreuve       | Temps           |
| ----- | -------------------------- | --------- | -------- | ------------- | --------------- |
| 2011  | Semi-marathon de Barcelone | Barcelone | 1er      | Semi-marathon | 1 h 2 min 19 s  |
| 2014  | Marathon de Nairobi        | Nairobi   | 1er      | Marathon      | 2 h 12 min 24 s |

## Records
| Épreuve                    | Épreuve       | Performance      | Lieu         | Date            |
| -------------------------- | ------------- | ---------------- | ------------ | --------------- |
| Piste (extérieur) et route | 5000 m        | 13 min 38 s 65 c | Walnut       | 15 avril 2005   |
| Piste (extérieur) et route | 10 000 m      | 28 min 08 s 97 c | Palo Alto    | 25 mars 2005    |
| Piste (extérieur) et route | Semi-marathon | 1 h 02 min 20 s  | Régua        | 24 mai 2009     |
| Piste (extérieur) et route | Marathon      | 2 h 12 min 24 s  | Nairobi      | 26 octobre 2014 |
| Piste (intérieur)          | 1 mile        | 4 min 01 s 94 c  | New York     | 3 février 2007  |
| Piste (intérieur)          | 3000 m        | 7 min 53 s 48 c  | Fayetteville | 11 février 2006 |
| Piste (intérieur)          | 5000 m        | 13 min 39 s 88 c | Fayetteville | 9 mars 2007     |